# Alan Jara
Alan Jara Urzola, né à Bogota (Colombie) le 17 juillet 1957, est un ingénieur et homme politique colombien.

## Biographie
Il est marié à Claudia Rugeles et il a un fils nommé Alan Felipe. Il a effectué à Kiev des études de russe et de génie civil. De cette époque, il a gardé le goût de la littérature russe. 
Il fut deux fois gouverneur du département de Meta. Il a été enlevé par les FARC le 15 juillet 2001 à Lejanías (département du Meta), alors qu'il se déplaçait, en tant que gouverneur du Meta, dans un véhicule de l'ONU et qu'il était accompagné du coordonnateur des agences de l'ONU en Colombie, Lars Franklin. Cet enlèvement provoqua une vive réaction du secrétaire général de l'ONU, Kofi Annan, qui protesta contre cette violation de l'immunité diplomatique.
Durant sa période de captivité, Alan Jara a été surnommé l'ange gardien par ses codétenus, à qui il a enseigné l'anglais et le russe.
Il a été libéré, officiellement sans contrepartie, par les FARC le 3 février 2009 et transporté par un hélicoptère de la Croix-Rouge à l'aéroport Vanguardia de la ville de Villavicencio où il a pu retrouver sa famille.
Il a raconté avoir été détenu avec certains militaires colombiens retenus en otage depuis plus de 10 ans. Il a également évoqué le sort de certains otages, portant en permanence depuis deux ans des chaines qui les lient l'un à l'autre. Il a aussi critiqué, en termes très durs, lors d'une conférence de presse, le comportement du président colombien Uribe, qui s'accommode selon lui du conflit en cours et n'a pas agi pour sa libération.

Après sa libération, il relate ainsi les conditions de sa détention : 
« Il y a une différence entre la décision des chefs de la guérilla de nous garder aussi longtemps dans la forêt et le traitement au quotidien. Ils nous donnent ce qu’ils trouvent. Il n’y a pas de maltraitance, pas de grossièreté, pas d’humiliations rien de tel, simplement ce qu’il faut (…) Les chaînes, la plupart du temps sont utilisées comme moyen de sécurité. Ils n’ont pas l’habitude de nous mettre les chaînes pour nous torturer. Quand nous nous trouvons dans des camps fermés, avec des grillages et des lignes de sécurité, il n’y a pas de chaînes. Quand nous sortons dans la zone, on nous met les chaînes pour marcher, oui, dans ce cas, on a les chaînes. Les guérilleros eux-mêmes chargés de nous les mettre rechignent à le faire quand ils ont cette mission. Je préfère me souvenir d’eux le lendemain, quand ils nous les enlevaient. »
En 2011, Alan Jara et sa famille demandent à l'état colombien 8 072 millions de pesos -plus de 4 millions de dollars- car ils estiment que l'État n'a pas su protéger Alan Jara, y compris dans l'étude qui détermina, avant son enlèvement, que le niveau de risque était faible. De plus, l'État colombien n'a pas payé son salaire à sa famille durant sa captivité, comme cela a été fait pour d'autres membres du Congrès. C'est également en 2011 qu'il est élu pour la seconde fois gouverneur du Meta .

## Sources
- (es) Cet article est partiellement ou en totalité issu de l’article de Wikipédia en espagnol intitulé « Alan Jara » (voir la liste des auteurs).